# ポールトレーラー

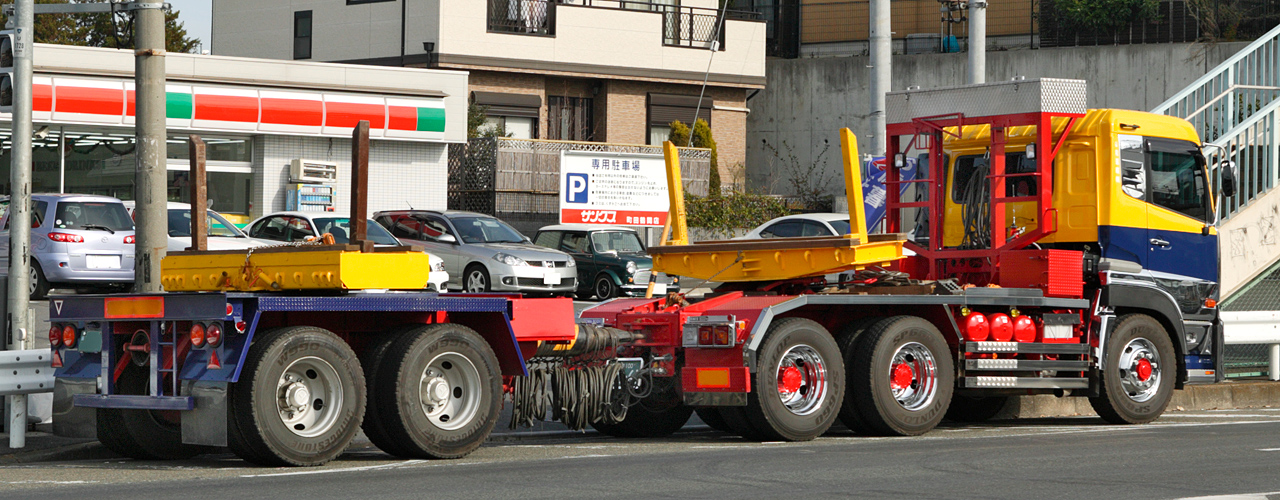
ポールトレーラー（空荷）

ポールトレーラーとは、鉄骨、レール、鉄道車両、建造物の壁などのコンクリート製品、果てはロケットの筐体といった、長尺かつ分解しにくい物(ポールと呼ばれる)の運搬に使われるもので、トレーラーヘッドとトレーラーが積載物とドローバー、あるいは積載物のみによって連結されるタイプのものを指す。奴（やっこ）とも呼ぶ。
特殊な用途の為、自動車の種別は大型特殊自動車（9ナンバー）である。しかし大型特殊免許は不要（ただし、けん引免許は必要）で、高速道路の通行も可能。ただし牽引するトレーラーヘッドが大型貨物自動車の区分に該当するので、トラクター側のリミッターにより最高速度は80キロ程度に制限されている。

## 車体構造
積載物を車体構造の一部とすることで完成するトレーラーである。一般的なトラック・トレーラーで輸送できない長尺積載物に対応するため、トレーラー全長を保安基準緩和車両として許可された範囲内で容易に変更できる。また積載する貨物が分割不能かつ長大または幅広であることが前提の車両であるため、重量や高さ等の車両制限令超過にあっては通行する経路を管轄する道路管理者の特殊車両通行許可を、前後左右方向のはみ出し等の積載方法における制限超過にあっては制限外積載許可制度に基づき出発地を管轄する警察署長の許可が、それぞれ必要である。

### トラクター部分
ポールトラクターは荷台を持つタイプと持たないタイプの二つのタイプに分けられる。
荷台を備えるタイプは一見ただの大型トラックであるが、フルエアブレーキ式になっていて後部にエアジャンパ栓と電気栓とピントルフック式またはベルマウス式の連結器を備えており、平ボデーのフルトラクターの荷台上にターンテーブルを載せたような構造になっている。普通の大型トラックよりも高出力のエンジンと大型のラジエターを搭載していることも特徴である。
後軸前方のターンテーブルが実質の荷台で連結部分になる。この連結部は切り離しできず、荷物を降ろすことが切り離すことになる。
フルトラクターと同じ連結器のピントルフックは、積載時には伸縮するステアリングドローバーと連結する。このときは前後上下の荷重はほとんどかかっていない。回送時にはフルトラクターと同様この連結器で直接牽引する（トラクターのオーバーハングが長くポールが短いと、カーブで外輪差が生じて危険になる）。クレーンでポールトレーラーを荷台に積み込んで回送することも多い。
荷台を備えないタイプは、セミトラクター（トレーラーヘッド）とほぼ同じ構造で兼用の場合も多く、ピントルフック式またはベルマウス式の連結器を備えているのが唯一の特徴といえる。
大型ドリーを用いる場合のために、キャブと第5輪連結器の間にダミーウェイトを積載できるものもある。
第五輪にターンテーブルを装着して使う場合が多く、積載時は荷台を有するタイプに比べるとセミトレーラーに近い外観になるが、ステアリングドローバーを使えばセミトレーラーよりも内輪差が小さくなるメリットがある。
空車・回送時にはポールトレーラーの積載が不可能な為、固定したステアリングドローバーで連結して牽引する。
2つの連結器を備えるところが、ほかのトラクターと大きく異なる部分となる。

### トレーラー部分
車両中央に積載物を受け止める為のターンテーブルが装備され、車軸前方には多くは伸縮式のけん引パイプ（ステアリングドローバー）を持つ。このけん引パイプをポールトラクター後部の連結ピン差し込み式のけん引フック（ピントルフック式もある）に接続することで、台車を逆位相させて外側に走らせ、内輪差を減少させている。内輪差の抑制具合は、トラクターのオーバーハング長、トレーラーのステアリングドローバーの長さで決まる。トラクターのオーバーハング長よりも、トレーラーのステアリングドローバーを短くするとオーバーステアとなり、ポールトレーラーが外側車線にはみ出すことになる。加えて積載物のオーバーハングを長くとってしまうと、積載物が大きく対向車線にはみ出す場合がある。ターンテーブルの固定位置が走行中の安全を大きく左右する。
ステアリングドローバーが届かない場合は、トレーラーのターンテーブルの回転を固定し、ドローバーを積載物にぶら下げ固定して対応することもある。
他の大型トレーラーと同様に、フルエアブレーキを装備している。登録は大型特殊（車検証に記載される車体の形状は「ポール・トレーラ」）で、中板9ナンバーが付けられる。

#### 軸数とステアリング機構
2軸車が大多数を占めるが、一部に1軸や3軸以上の車両も存在する。
多軸車には、狭小道路を通過するために、手動のステアリング機構を備えるものもある。
特に3軸以上の車両に操舵機能を持つことが多い。装置には多くの場合油圧を用い、その動力源としてエンジンを搭載し、ハンドルもついているが、自力で走行する機能はない。
1軸車で任意のステアリングが必要になった場合は、ステアリングドローバーをトラクターから一旦切り離し、バーを使って人力で台車の向きを変えてステアリングさせる事もある。
なお、これらの方法は一旦停止して準備した後、必ず徐行で行っている。危険なため、通常速度での運行には使えない。

## 回送時の形態
空車時は、ポールトラクターの後ろに、ステアリングドローバーを縮めて固定したうえで連結され、とても短いセンターアクスル式フルトレーラーのような形態でけん引する様式となっている。トラクターの後部オーバーハング長よりも、トレーラーの前部オーバーハング（車輪中心からステアリングドローバー先端まで）を短くするとオーバーステアとなり、カーブでポールトレーラーが外側車線にはみ出す。このことは、荷役牽引中よりも可能性が高いため、回送連結には注意が必要になる。荷台のないトラクターの場合は、後部オーバーハングが短いため、ほとんどこの心配はない。
一部のポールトレーラーはステアリングドローバーを装備していないため、ポールトラクターに積載して回送する。このため、荷台つきのポールトラクターとセットで使用されることが多い。また、ドローバーのあるトレーラーの場合でも、トラクターの荷台に積載することは珍しくない。

## その他
旧型のポールトレーラーは、長いゴム製ブレーキホースの影響でブレーキの効き始めと解除が遅くなる欠点を抱えていたが、現在製作されている新型のポールトレーラーは自動車ブレーキ規制への適合を図り、ブレーキ・バイ・ワイヤ（電気制御）で遅延なくトラクターとブレーキを連動させている。

## 林内作業車
林内作業車の一種のフォワーダに、ポールトレーラーと同様の構造を備えたものがある。

## 註
1. ↑  当然ながら車両の登録時に保安基準の緩和申請が必要である。緩和申請をしないポールトレーラーでは車両制限令に収まる重量および定尺のものしか運べない。
2. ↑  “特殊車両が道路を走行するために必要な知識” (pdf).   全日本トラック協会. 2024年1月1日閲覧。
3. ↑  一般的な大型トラックは350〜420馬力であるが、ポールトラクターは420〜520馬力程度である事が多い。

## 参考書籍
- 「トラクター&トレーラーの構造」GP企画センター編　グランプリ出版　ISBN 4-87687-210-4　2000年4月10日発行